# Saint-Julien-sur-Cher
Saint-Julien-sur-Cher är en kommun i departementet Loir-et-Cher i regionen Centre-Val de Loire i de centrala delarna av Frankrike. Kommunen ligger i kantonen Mennetou-sur-Cher som tillhör arrondissementet Romorantin-Lanthenay. År 2022 hade Saint-Julien-sur-Cher 756 invånare.

## Befolkningsutveckling
Antalet invånare i kommunen Saint-Julien-sur-Cher
| Referens: INSEE |